# Comuna de Sokołów Podlaski
Sokołów Podlaski (polaco: Gmina Sokołów Podlaski) é uma gminy (comuna) na Polónia, na voivodia de Mazóvia e no condado de Sokołowski. A sede do condado é a cidade de Sokołów Podlaski.
De acordo com os censos de 2005, a comuna tem 6467 habitantes, com uma densidade 47,2 hab/km².

## Área
Estende-se por uma área de 137,18 km², incluindo:
- área agricola: 74%
- área florestal: 19%

## Demografia
Dados de 13 de Novembro 2005:
|                      | Total   | Total | Mulheres | Mulheres | Homens  | Homens |
| -------------------- | ------- | ----- | -------- | -------- | ------- | ------ |
|                      | pessoas | %     | pessoas  | %        | pessoas | %      |
| População            | 6476    | 100   | 3165     | 48,9     | 3302    | 51,1   |
| Densidade (pop./km²) | 47,2    | 100   | 23,1     | 23,1     | 24,1    | 24,1   |

De acordo com dados de 2002, o rendimento médio per capita ascendia a 1038,8 zł.

## Comunas vizinhas
- Bielany, Kosów Lacki, Liw, Miedzna, Repki, Sabnie, Sokołów Podlaski, Węgrów, Siedlce, Jabłonna Lacka, Sterdyń